# Kobuk
Kobuk est une localité d'Alaska aux États-Unis située dans le Borough de Northwest Arctic, sa population était de 151 habitants en 2010.

## Situation - climat
Elle est située sur la rive droite de la rivière Kobuk, à 11 km de Shungnak, et à 206 km de Kotzebue à vol d'oiseau. C'est le plus petit village du Borough de Northwest Arctic.
Les températures moyennes vont de −23 °C à −9 °C en hiver et de 4 °C à 18 °C en été.

## Histoire
Kobuk a été fondé en 1899 pour être un lieu d'approvisionnement des mineurs des Cosmos Hills, et fut appelé alors Shungnak. La poste, une école et une mission y amenèrent des habitants. À la suite de l'érosion due à la rivière et aux inondations, le village fut déplacé en 1920 sur un nouveau site, à 16 km en aval, qui fut appelé Kochuk, et actuellement Shungnak. Quelques habitants restèrent toutefois sur place, et lui redonnèrent le nom de Kobuk. Tous les ans, la fonte des glaces causent d'importantes inondations. En mai 1973, le village fut entièrement recouvert par les eaux.
L'économie locale est une économie de subsistance, la pêche et la chasse étant les principales activités et la principale source de ravitaillement.

## Démographie
| 1910 | 1920 | 1940 | 1950 | 1960 | 1970 |
| ---- | ---- | ---- | ---- | ---- | ---- |
| 210  | 95   | 31   | 38   | 54   | 56   |

| 1980 | 1990 | 2000 | 2010 | - | - |
| ---- | ---- | ---- | ---- | - | - |
| 62   | 69   | 109  | 151  | - | - |

## Sources et références
- (en) CIS

- (en) Cet article est partiellement ou en totalité issu de l’article de Wikipédia en anglais intitulé « Kobuk, Alaska » (voir la liste des auteurs).

1. ↑  « Statistiques des États-Unis - Alaska - Profils des communautés de 2010 » (consulté en novembre 2020)